# ディセンダント (ディズニー)
『ディセンダント』（原題：Descendants）は、ディズニー・チャンネル・オリジナル・ムービーの映画。全米公開は2015年7月31日。日本のディズニー・チャンネルでは同年12月18日に初放送された。監督は『ハイスクール・ミュージカル』を手掛けたケニー・オルテガ。2017年には続編の『ディセンダント2』、2019年には『ディセンダント3』が公開された。

## 世界観
ディズニー作品同士のクロスオーバー的な性質を持つ作品で、複数のディズニー作品の世界や人物が同一作品内に収められている。
Descendantは英語で「子孫」「末裔」を意味する言葉で、本作は「ディズニー・ヴィランズ（悪役）に子供がいて、彼らがもし十代だったら…」という設定の下で展開し、善側のディズニーキャラクターたる英雄たちはアダム国王の統治するオラドン合衆国に、敗北した悪役たちは僻地の孤島であるロスト島へと追放されそこで定住して暮らしている。設定上、原作で明確に死んだヴィランも本作では生存している。
彼らヴィランの子供世代をメインとして、主人公側である善のキャラクターたちと関わっていく中で直面する思春期の少年少女の悩み、善と悪との対立など、様々なドラマが紡がれていく。

## ストーリー
オラドン合衆国のアダム国王の手によりロスト島へ追放されたディズニーヴィランたち。その子供たちは出自ゆえに島に隔離されたまま、外の世界を知らずに育った。アダム国王の息子で次期王位継承者ベンジャミンことベンは、自分たちと同世代であるヴィランの子供たちにも平等な機会を与えるべきだと考え、マレフィセントの娘マルをはじめとする4人の悪役の子供たちをオラドン合衆国のオラドン高校へと招く。突然の申し渡しを嫌がるマルだったが、母マレフィセントに諭されてしぶしぶ了承し、「フェアリー・ゴッドマザーの魔法の杖」を手に入れよとの母からの命令を果たすために本土へと向かう。
高校に通いながら杖を奪う機会を狙うマルはベンの戴冠式がそのチャンスであると知り、彼の恋人となって式に入り込むことを思いつく。惚れ薬を使い作戦は成功したものの今度はマル自身がベンの誠実さ、素直さに惹かれ始める。

## キャスト
マル・バーサ
演 - ダヴ・キャメロン、日本語吹替 - 近藤唯
本作の主人公。『眠れる森の美女』の悪役マレフィセントの一人娘。ロスト島に住んでいた。母から受け継いだ魔法の本を用いて呪文を使える。スプレーペイントによる絵が得意。ミドルネームは「バーサ」。激しい怒りや興奮状態に陥ると瞳が緑色になる。
ベンの政策によりオラドン高校へ転校してくる。母親の期待を背負い立派な悪人になろうと頑張ってはいるが、心の奥底では疑問を感じている。転校生組である四人の中ではリーダー的立ち位置にあるが、他三人を家族同然に思っており大切にしている。イヴィとは親友であり、カルロスやジェイには言っていないことも彼女には打ち明けているなど特別信頼している。
魔法の杖を奪うためにベンの戴冠式へ出席する必要があったため、惚れ魔法を使ってベンに自身を好きにさせる。しかしベンとデートや会話を重ねていくにつれその誠実な人柄や自身が抱いていた疑問を感じ取るようになり、最終的には魔法を解くことに決めた。魔法が解けてもベンが自分を好きでいてくれた事実に安心すると共に自分の中の思いに気がつき、「いい人になりたい」と宣言する。襲撃してきたマレフィセントを魔法で打ち破り、小さなトカゲにして飼育している。
イヴィ
演 - ソフィア・カーソン、日本語吹替 - 森谷里美
『白雪姫』に登場する悪の女王の娘（白雪姫の異母妹）。プリンセスに憧れており、裁縫や料理といった女の子らしい特技を持つ。
母親と同じように小さな魔法の手鏡を使う。高校の授業を受けるうちに自分の中に眠る知性に気付く。いつか王子様と結ばれお城に住むことを夢見ており、初めは王室育ちのチャドに夢中であった。しかし、魔法の手鏡を使った雑用など利用された挙句教師に不正行為をバラされるなど散々な目に合う。その時かばってくれたダグのおかげで実力で成績を上げることができ、彼に想いを寄せ始める。
初めはマルに合わせている部分もあったが、彼女のことを家族同然に思っており唯一無二の親友だと考えている。洋服を作る際はデザインから始め、これまでもマルのドレスなど自分の分以外にも様々なものを自作している。
カルロス
演 - キャメロン・ボイス、日本語吹替 - 下田レイ
『101匹わんちゃん』のクルエラ・ド・ビルの息子。子供っぽいところがあるが無邪気で皆から可愛がられる。
母親から恐ろしい生き物であると聞かされていたため犬を怖がっていたが、オラドンでは犬と触れ合い仲良くなる。
メカマニアでパソコンなどを扱うのが得意。チョコレートが好き。運動は特別得意ではないが足が速く、ジェイと共にトーニーに参加する。
感情的でジェイとたびたび言い争いになることもあったが、次第に兄弟のようにじゃれ合えるようになる。母を恐れているがマルのいい人になりたいという思いを聞き自分もオラドンに残ることを決意。
ジェイ
演 - ブーブー・スチュワート、日本語吹替 - 瀧村直樹
『アラジン』の悪役ジャファーの息子。盗みが得意で手癖が悪い。
身体能力が高く、そのためオラドン合衆国で行われている競技「トーニー」の選手にスカウトされ、盗み以上のやりがいを見出す。
最初にオラドンに馴染み始めた人物であり、トーニーでの活躍を通して女子生徒からの莫大な人気も得た。
マレフィセント
演 - クリスティン・チェノウェス、日本語吹替 - 唐沢潤
『眠れる森の美女』でおなじみの、オーロラ姫に呪いをかけた悪役。悪役たちのリーダー的存在。オラドン高校に招かれた娘マルを使って復讐を企む。
魔法の杖でバリアを破りオラドンへ襲撃するが、魔法を取得したマルに返り討ちにされ小さなトカゲ姿になってしまう。
イーヴィル・クイーン
演 - キャシー・ナジミー、日本語吹替 - 宮沢きよこ
白雪姫の継母であり彼女を殺そうとした悪の女王。本名はグリムヒルド。
クルエラ・ド・ヴィル
演 - ウェンディ・ラクエル・ロビンソン、日本語吹替 - 伊沢磨紀
『101匹わんちゃん』にて子犬を盗み毛皮のコートを作ろうと企んだ残酷な悪女。
犬たちの返り討ちにあって以来、息子のカルロスに犬は獰猛で恐ろしい生き物と教え込んでいる。
ジャファー
演 - マズ・ジョブラニ、日本語吹替 - こねり翔
『アラジン』に登場する悪の大臣。ロスト島では息子ジェイが盗んできた品を売っている。
ベンジャミン
演 - ミッチェル・ホープ、日本語吹替 - 黒岩拓朗
オラドン合衆国の王アダムの息子。「新しい世代に学ぶ機会を」と考えロスト島に住む自分と同世代のマル達を本土に招待する。
初めはオラドンに馴染めていない四人を気に掛ける延長戦でマルと話していたが、彼女にかけられた惚れ魔法の影響でトーニーの試合後大胆に公開告白をする。魔法の湖で泳いだ際に魔法は解けたが、かかったフリをしてマルと関わっていくうちに本心で彼女に惹かれていく。
ビースト
演 - ダン・ペイン、日本語吹替 - 高瀬右光
『美女と野獣』で醜い野獣に変えられた王子。現在では、様々な国をまとめオラドン合衆国をつくりあげた国王。
ベル
演 - キーガン・コナー・トレイシー、日本語吹替 - 槇原千夏
『美女と野獣』で野獣の呪いを解いた村娘のベル。オラドン合衆国の王妃で、ベンの母親。
フェアリー・ゴッドマザー
演 - メラニー・パクストン、日本語吹替 - 玉川砂記子
シンデレラを助けた魔法使い。オラドン高校の校長。
ジェーン
演 - ブレンナ・ダミーコ、日本語吹替 - 田毎なつみ
フェアリー・ゴッドマザーの娘。自分に自信が持てず厳しい母親の言う通りにしているものの、今時の女の子らしいファッションに憧れている。
チャド
演 - ジェデダイア・グッドエイカー、日本語吹替 - ランズベリー・アーサー
シンデレラとチャーミング王子の息子。いかにも王子様らしいハンサムな容姿だが、プリンセスに憧れるイヴィを利用するなど腹黒い一面を持つ。頭はお花畑。
オードリー
演 - サラ・ジェフェリー、日本語吹替 - IMALU / 種市桃子
『眠れる森の美女』のオーロラ姫とフィリップ王子の娘。マルが現れるまではベンのガールフレンドだった。
母親のオーロラ姫がマレフィセントのせいで両親と暮らせなかったこともあり、ベンと違ってマルたちを受け入れていない。
ロニー
演 - ダイアン・ドーン、日本語吹替 - 渡辺広子
ムーランの娘。優しい性格でマルたちにも分け隔てなく接する。
ダグ
演 - ザッカリー・ギブソン、日本語吹替 - 水中雅章
『白雪姫』に登場する七人の小人の一人、おとぼけの息子。イヴィの聡明さを逸早く見ぬき彼女に惹かれる。

## 日本語版制作
- 翻訳 - 古瀬由紀子
- 演出 - 岩見純一
- 録音制作 - ブロードメディア・スタジオ

## ディセンダント キケンな世界
本作のスピンオフアニメとして、3DCGによる短編アニメシリーズ『ディセンダント キケンな世界』（原題：Descendants: Wicked World）も制作されている。
このシリーズには本編に出てこないキャラクター（アリスの娘やドクター・ファシリエの娘、ジーニーの娘）も登場している。

## サウンドトラック
『ディセンダント サウンドトラック』（Descendants (Original TV Movie Soundtrack)）はディズニー・チャンネルで放送されたオリジナル・ムービー『ディセンダント』のサウンドトラックである。米国で2015年7月31日に発売され、日本で2015年11月18日に発売された。

### 概要
本作品はディズニー・ヴィランズの子孫たちを描いたミュージカル作品、ディズニー・チャンネル・オリジナル・ムービー『ディセンダント』のオリジナル・サウンドトラックである。
2015年8月22日付け全米アルバムチャートビルボード200で初登場1位を記録している。
ダヴ・キャメロン（マル役）、キャメロン・ボイス（カルロス役）、ブーブー・スチュワート（ジェイ役）、ソフィア・カーソン（イヴィ役）によって歌われた「ロッテン・トゥ・ザ・コア」はシングルチャートビルボードホット100で最高38位となる。日本盤ボーナストラックはカラオケバージョン5曲が追加された全18曲収録。

### 収録曲
| #         | タイトル                             | 作詞                                                                  | 作曲・編曲                                                            | アーティスト | 時間 |
| --------- | ------------------------------------ | --------------------------------------------------------------------- | --------------------------------------------------------------------- | --- | ---- |
| 1.        | 「ロッテン・トゥ・ザ・コア」         | Joacim Persson Shelly Peiken Johann Alkenas                           | Joacim Persson Shelly Peiken Johann Alkenas                           | ダヴ・キャメロン、キャメロン・ボイス、ブーブー・スチュワート、ソフィア・カーソン                                                          | 2:42 |
| 2.        | 「イーヴィル・ライク・ミー」         | Andrew Lippa                                                          | Andrew Lippa                                                          | クリスティン・チェノウェス、ダヴ・キャメロン                                                                                              | 3:45 |
| 3.        | 「ディッド・アイ・メンション」       | Adam Schlesinger                                                      | Adam Schlesinger                                                      | ジェフ・ルイス、ミッシェル・ホープ | 2:34 |
| 4.        | 「イフ・オンリー」                   | Adam Anders Nikki Hassman Peer Astrom                                 | Adam Anders Nikki Hassman Peer Astrom                                 | ダヴ・キャメロン | 3:50 |
| 5.        | 「ひとりぼっちの晩餐会」             | Alan Menken Howard Ashman                                             | Alan Menken Howard Ashman                                             | ミッチェル・ホープ、スペンサー・リー、カーラ・バルチ、マルコ・マリナンジェリ                                                              | 1:55 |
| 6.        | 「イフ・オンリー（リプライズ）」     | Adam Anders Nikki Hassman Peer Astrom                                 | Adam Anders Nikki Hassman Peer Astrom                                 | ダヴ・キャメロン | 0:41 |
| 7.        | 「セット・イット・オフ」             | Sam Hollander Josh Edmondson Grant Michaels Craig Lashley Charity Daw | Sam Hollander Josh Edmondson Grant Michaels Craig Lashley Charity Daw | ダヴ・キャメロン、ソフィア・カーソン、キャメロン・ボイス、ブーブー・スチュワート、ミッチェル・ ホープ、サラ・ジェフェリー、ジェフ・ルイス | 2:54 |
| 8.        | 「ビリーヴ」                         | Shawn Mendes Geoffrey Warburton Glen Scott Martin Terefe              | Shawn Mendes Geoffrey Warburton Glen Scott Martin Terefe              | ショーン・メンデス | 3:29 |
| 9.        | 「ロッテン・トゥ・ザ・コア」         | Joacim Persson Shelly Peiken Johann Alkenas                           | Joacim Persson Shelly Peiken Johann Alkenas                           | ソフィア・カーソン | 2:54 |
| 10.       | 「ナイト・イズ・ヤング」             | Augie Ray Jintae Ko Lindy Robbins                                     | Augie Ray Jintae Ko Lindy Robbins                                     | チャイナ・アン・マクレーン | 3:02 |
| 11.       | 「グッド・イズ・ザ・ニュー・バッド」 |                                                                       |                                                                       | ダヴ・キャメロン、ソフィア・カーソン、チャイナ・アン・マクレーン                                                                          | 2:34 |
| 12.       | 「アイム・ユア・ガール」             | Dustin Burnett Stephanie Lewis Paula Winger                           | Dustin Burnett Stephanie Lewis Paula Winger                           | フェリシア・バートン | 2:39 |
| 13.       | 「ディセンダンツ・スコア・スイート」 | デイヴィッド・ローレンス                                              | デイヴィッド・ローレンス                                              | デイヴィッド・ローレンス | 6:49 |
| 合計時間: | 合計時間:                            | 合計時間:                                                             | 39:48                                                                 | |      |

| #   | タイトル                                               | 作詞 | 作曲・編曲 |
| --- | ------------------------------------------------------ | ---- | ---------- |
| 14. | 「ロッテン・トゥ・ザ・コア（カラオケ・バージョン）」   |      |            |
| 15. | 「イーヴィル・ライク・ミー（カラオケ・バージョン）」   |      |            |
| 16. | 「ディッド・アイ・メンション（カラオケ・バージョン）」 |      |            |
| 17. | 「イフ・オンリー（カラオケ・バージョン）」             |      |            |
| 18. | 「セット・イット・オフ（カラオケ・バージョン）」       |      |            |

### チャート
| チャート（2015年）                      | 最高順位 |
| --------------------------------------- | -------- |
| オーストラリア (ARIA)                   | 57       |
| ベルギー (ウルトラトップ・フランダース) | 179      |
| ベルギー (ウルトラトップ・ワロン)       | 177      |
| ドイツ (MegaCharts)                     | 50       |
| フランス (SNEP)                         | 102      |
| イタリア (FIMI)                         | 19       |
| スペイン (プロムシカエ)                 | 36       |
| アメリカ (ビルボード200)                | 1        |
| アメリカ Kid Albums (ビルボード)        | 1        |
| アメリカ・サウンドトラック (ビルボード) | 1        |

### 発売日
| 国/地域  | 発売日         | フォーマット              | レーベル                                   |
| -------- | -------------- | ------------------------- | ------------------------------------------ |
| アメリカ | 2015年7月31日  | CD、デジタル･ダウンロード | ウォルト・ディズニー                       |
| 日本     | 2015年11月18日 | CD、デジタル･ダウンロード | エイベックス・ミュージック・クリエイティヴ |